# میکئیل روده
میکئیل روده (دانمارکی: Michael Rohde; ۳ مارس ۱۸۹۴ – ۵ فوریهٔ ۱۹۷۹) بازیکن و مربی فوتبال اهل دانمارک بود.